# Breda (Hiszpania)
Breda – gmina w północno-wschodniej Hiszpanii, w prowincji Girona, w Katalonii, o powierzchni 5,01 km². Według danych statystycznych z roku 2024, populacja Bredy wynosiła 3,600 mieszkańców. 